# 布里斯本會展中心
布里斯本會展中心是一座位於澳洲布里斯本的展覽館。該中心為南岸公司擁有，由AEG Ogden管理。

## 事件
本中心被選為2014年二十國集團布里斯班峰會的舉辦地點。欧盟将在此次G20峰会推动通过《布里斯班行动计划》。

### 體育
| 租客         | 租客 | 租客      |
| ------------ | ---- | --------- |
| 布里斯本子彈 | NBL  | 1998-2008 |
| 昆士蘭火鳥   | ANZ  | 2008-至今 |
| 黃金海岸烈焰 | NBL  | 2011-12   |

## 外部連協
维基共享资源上的相關多媒體資源：布里斯本會展中心
- Cultural Centre Busway Station map - includes surrounding area - pdf file